# Klassieke natuurvisie

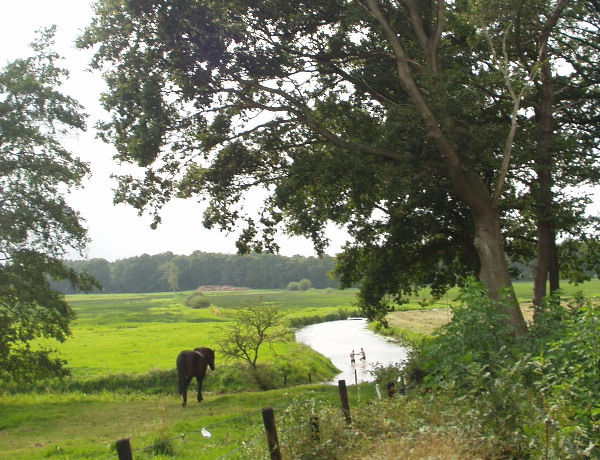
Nationaal beek- en esdorpenlandschap Drentsche Aa: Bescherming van een oud cultuurlandschap

De klassieke natuurvisie (soms ook klassieke natuurbeschermingsvisie of arcadische natuurvisie genoemd) is een natuurvisie die uitgaat van een harmonische relatie tussen mens en natuur. Het is een van de drie visies die de discussies over de vormgeving van natuurbescherming in Nederland bepaalden de laatste decennia. De twee andere visies zijn de natuurontwikkelingsvisie en de functionele natuurvisie. Zij heet klassiek omdat zij in de jaren zeventig de heersende visie was en toen werd uitgedaagd door de andere. In haar ontstaan is zij verbonden met het karakter van het Nederlandse landschap en met de geschiedenis van de Nederlandse natuurbeschermingsbeweging. Zij is geleidelijk in de loop van de geschiedenis van de natuurbescherming in Nederland ontstaan. Pas in de jaren zeventig was ze helemaal uitgekristalliseerd.
De klassieke natuurvisie legt de nadruk op bescherming van diversiteit en zeldzaamheid van de natuur en het belang van de mens bij het pastorale of arcadische beheer van de natuur. De vegetatiekunde, een discipline waarmee zij sterk verbonden is, speelt een belangrijke rol: doordat zij door middel van classificatie de natuur benadert, vergroot zij de waardering voor diverse en zeldzame natuur (Van der Windt 1995, blz. 79-93).
Onder meer de voormalige Raad voor Ruimtelijk Milieu- en Natuuronderzoek (RMNO) heeft deze en de andere visies uitgewerkt en laten zien wat de consequenties zijn van elke visie voor de inrichting en het beheer van agrarische cultuurlandschappen, de Waddenzee, de bossen en de grote wateren (rivieren en IJsselmeer) in Nederland.

## Halfnatuurlijke landschappen
De vegetatiekundige Victor Westhoff heeft een belangrijke rol gespeeld in het ontstaan en verdere ontwikkeling van de klassieke natuurvisie. In 1944 was er bij de jaarvergadering van Natuurmonumenten een conflict ontstaan tussen het bestuur en jongeren van de Nederlandse Jeugdbond voor Natuurstudie (NJN) over het beheer van de reservaten. Westhoff hield in augustus 1945 een rede waarin hij zijn ideeën ontvouwde en uitlegde dat in het Nederlandse landschap natuur sterk is gebonden aan vroegere agrarische activiteiten.
Hij maakte een geleidelijke schaal van sterk cultuurlijk via halfnatuurlijk naar min of meer natuurlijk. Voor het natuurbeheer ligt z.i. de klemtoon op de halfnatuurlijke gebieden. Deze zijn, zo stelde hij, het soortenrijkst en kennen vele zeldzame soorten. Dat speelt in de klassieke natuurvisie een centrale rol.
Halfnatuurlijke gebieden zijn kenmerkend voor het historische cultuurlandschap. Dat juist in dit type landschap de grootste natuurlijke rijkdom te vinden is, vloeit voort uit de langdurige aanwezigheid van de mens in Nederland. Alle Nederlandse landschappen hebben menselijke bewerking en beheer ondergaan. Daardoor, zo stelt de klassieke visie, is de rijkdom aan levensgemeenschappen verbonden geraakt met menselijk ingrijpen in de natuur. Met dit menselijk ingrijpen wordt vooral landbouw bedoeld.
Als referentie geldt daarom het Nederlandse landschap van 1875 (R.M.N.O. 1988 blz. 17). Dat was voor de invoering van de kunstmest en de landbouwcrisis van 1880. De moderne landbouwmethoden daarentegen zijn zo intensief dat ze de natuur verarmen. Het landschap is cultuurlijk en eenzijdig geworden. Regionale kenmerken verdwijnen en de waterstand is in vroegere natte gebieden sterk verlaagd. Alle landbouwgebieden zijn voedselrijk geworden.
Het Nederlandse landschap van 1875 echter was zeer gevarieerd. Dat de landbouw tot die tijd een verrijkende invloed had op de natuur, komt doordat de landerijen vroeger op veel verschillende manieren beheerd werden, maar dat op één plek een bepaalde vorm van beheer lang (vele eeuwen) werd volgehouden. Het gevolg hiervan was dat in een landschap veel verschillende vegetatietypen voorkwamen, die doordat zij zolang op dezelfde manier beheerd werden een maximale verscheidenheid aan soorten kenden. In het oude cultuurlandschap zijn bovendien veel gradiënten aanwezig. Het beheer was erop gericht om in de successie in te grijpen. De vegetaties werden en worden gefixeerd. Een grasland, dat door het agrarisch beheer al eeuwenlang een grasland is, moet dat blijven en geen bos worden. Dat laatste zou gebeuren als er geen beheer zou worden gevoerd. De waarde van het eeuwenoude grasland wordt hoger geacht dan dat van het bos dat zou ontstaan. Dat bos is dan wel natuurlijk, maar eentonig (Weeda 1993).
Aanhangers van deze visie stellen zich terughoudend op ten opzichte van introducties van soorten. "De soortsamenstelling is een van de laatste bastions van de (half- of semi-)natuur in Nederland van de oorspronkelijkheid" (Strykstra 1997). Een ander bezwaar is dat de gevolgen niet goed te overzien zijn. Westhoff heeft ten aanzien van in zijn ogen misplaatste introducties de term flora- en faunavervalsing geïntroduceerd.

## Cultuur-natuur
De invloedrijke vegetatiekundige Eddy Weeda voert in zijn artikel "Hoe het de Zomerschroeforchis verging" een pleidooi voor een natuurbescherming die historische door mensen beïnvloede landschappen probeert te bewaren. Hiermee valt zijn pleidooi geheel binnen kaders van de klassieke visie. Hij voert aan dat de bescherming van dergelijke landschappen ook een ander doel dient dan pure natuurbescherming: hij zegt "dat natuurreservaten een geheugen vormen van menselijke cultuur, niet minder dan gebouwen, beeldhouwwerken en schilderijen en daarom met dezelfde zorg dienen te worden omgeven" (Weeda 1993). Het natuurreservaat is zo een vorm van cultuurbescherming.
Ook de invloedrijke natuurbeschermer Zonneveld, die overigens ook pleidooien heeft gehouden voor een natuurbescherming volgens de natuurontwikkelingsvisie, heeft grote waardering voor de oude cultuurlandschappen "Hoeveel indrukwekkender (dan de Nachtwacht of de Taj Mahal, die bestaan uit dode natuur) zijn dan de Nederlandse en andere Europese oude cultuurlandschappen waar -niet alleen dode maar ook levende natuur de bouwstenen vormen, met hun innige integratie van landvorm, gewassen, wilde planten en dieren, gebouwen en gegroeide harmonieuze structuren. Toevallig heet de bescherming van deze cultuurhistorische waardevolle elementen 'natuurbescherming', maar daarom zijn de molens en boerderijen, de perceelsvormen en de sloten nog geen natuur geworden. Onze klassiek Nederlandse en Europese landschappen blijven cultuur-natuur-integratievormen die om hun schoonheid, maar ook om hun historische waarde en unieke planten- en dierencombinaties koste wat het kost gespaard moeten blijven" (Zonneveld 1991, blz. 32).

## Reservaten als belangrijkste instrument
Het behoud van natuur die is aan de oude cultuurlandschappen vindt voor een groot deel plaats door van het stichten van reservaten. Deze worden over het algemeen beheerd door natuurbeschermingsorganisaties: de Vereniging Natuurmonumenten, de provinciale landschappen en Staatsbosbeheer. Volgens deze visie is er dus een zekere scheiding van natuurgebieden met andere menselijke activiteiten. Dit element van de klassieke visie dateert uit de begintijd van de natuurbescherming. Aan het eind van de 19e eeuw is de strategie ontstaan om natuur te beschermen door gebieden aan te kopen, die een bijzonder karakter hebben.
In Nederland is het stichten van natuurreservaten voor het eerst in de praktijk gebracht toen de gemeente Amsterdam in 1904 plannen ontwikkelde om in het Naardermeer vuilnis te gaan storten. Toen de plannen van de gemeente Amsterdam niet doorgingen werd de Vereniging tot Behoud van Natuurmonumenten in Nederland opgericht, die het Naardermeer kocht. Gebieden die voor verwerving in aanmerking komen moesten "merkwaardigheden" bevatten (Van der Windt 1995, blz. 57). Of deze door mensen beheerd werden of niet was daarbij niet belangrijk.
In sommige natuurreservaten worden historische landschappen in stand gehouden en waar mogelijk hersteld in de situatie van eind negentiende eeuw. Dat was een kleinschalig landschap met houtopstanden (bijvoorbeeld eikenhakhout), heiden, schrale akkers en weiden, drinkpoelen en moerassen (R.M.N.O. 1988, blz. 28). Ook het behoud van verkavelingsstructuren en stelsels van lanen en beplantingen rond landhuizen vallen eronder (R.M.N.O. 1988, blz. 26). Voor het behoud van dergelijke elementen moeten de oude landbouwmethoden in de natuurreservaten worden nagebootst. Dat betekent dat heidevelden dienen te worden begraasd door (Drentse heide)schapen en af en toe te worden geplagd. Hooilanden in de beekdalen moeten jaarlijks gemaaid worden. Dat nabootsen van oude landbouwmethoden mag best machinaal gebeuren om kosten te besparen, zolang het maar hetzelfde effect heeft op het natuurgebied (R.M.N.O. 1988, blz. 26).
Andere functies dan de natuurfunctie, bijvoorbeeld hout- en melkproductie, recreatie zijn in natuurgebieden ondergeschikt aan de functie natuur. In gebieden die een andere functie hebben is natuur ondergeschikt aan de andere hoofdfunctie (R.M.N.O. 1988, blz. 26).

## Landbouw, natuur en landschappen
Als in een voor natuurbeschermers minder waardevol cultuurlandschap toch natuurelementen voorkomen, dan worden er geen reservaten gesticht maar kan de overheid met de boeren beheersafspraken maken, waarbij tegen onkostenvergoedingen de bestaande waarden enigszins behouden kunnen blijven. Pas in de jaren zeventig wordt voor het eerst het idee van beheersovereenkomsten met boeren gelanceerd, voor gebieden die geen natuurgebied worden, maar toch zekere 'natuurwaarden' (een term uit de jaren zestig) kennen. Dit idee kreeg in het beleid van de overheid vorm in de zogenaamde Relatienota. Hierin wordt onderscheid gemaakt tussen reservaatsgebieden, waarin waardevol cultuurlandschap bewaard wordt door middel van het stichten van reservaten, die in eigendom komen van natuurbeschermende organisaties als Natuurmonumenten, Staatsbosbeheer en de Provinciale landschappen en het beheersgebied, waarin een boer een beheersovereenkomst afsluit met de overheid, waarin staat hoe hij moet werken en welke vergoeding hij daarvoor krijgt.
Ook via het beheer van landschappen, bijvoorbeeld via Nationale landschappen worden waardevolle natuur en landschap beschermd.

## Andere gebieden
In het Waddengebied worden volgens deze visie stuifdijken, zandplaten en kwelders vastgelegd. Dit vastleggen van kwelders gebeurt door het aanleggen van dammen, die afslag tegengaan. Kwelders en schorren worden extensief begraasd. Er komen borden en rasters rond gebieden die kwetsbaar zijn en niet tegen veel betreding kunnen. In het gebied dat permanent onder water staat en het gebied dat met eb droogvalt (het wad) wordt de dynamiek geaccepteerd (R.M.N.O. 1988, blz. 31). De cultuurhistorische waarde van de dorpen op de waddeneilanden wordt zeer gewaardeerd in deze visie.